# Cesaltina Lorenzoni
Cesaltina Lúcia Ferreira Lorenzoni (Maputo, 24 de maio de 1976) é uma Médica Patologista Moçambicana. Actualmente, ocupa os cargos de chefe do Programa Nacional de Controlo do Cancro no Ministério da Saúde de Moçambique e de Directora Científica e Pedagógica do Hospital Central de Maputo. Além disso, é Professora Auxiliar de Patologia na Faculdade de Medicina da Universidade Eduardo Mondlane.A Dra. Lorenzoni possui um mestrado em Saúde Pública com especialização em Epidemiologia do Cancro pela Universidade Eduardo Mondlane, um mestrado em Políticas e Planeamento de Programas de Saúde e um Doutoramento em Saúde Internacional e Epidemiologia Translacional do Cancro pela Universidade de Barcelona, Espanha.
Em novembro de 2023, foi eleita presidente da Organização Africana para Pesquisa e Treino em Cancro (AORTIC), para o mandato executivo de 2025 à 2027, tornando-se a primeira pessoa de um país de língua oficial portuguesa a assumir esta posição desde a criação da organização em 1982.
Em reconhecimento ao seu trabalho na prevenção e tratamento do cancro do colo do útero em Moçambique, a Dra. Lorenzoni recebeu, em 2022, o prémio da International Gynecologic Cancer Society (IGCS) para Avanço Comunitário em Ambientes com Recursos Limitados, em Nova Iorque, Estados Unidos.
Em 2024, foi distinguida com o Prémio Líder Global em Saúde pela Global Health Catalyst, em Washington, Estados Unidos da América.
A Dra. Lorenzoni tem mais de 80 artigos publicados em revistas científicas e contribuiu com capítulos para livros publicados por organizações como a Rede Africana de Registos de Cancro (AFCRN), a Agência Internacional de Pesquisa em Cancro (IARC), a Organização Mundial da Saúde (OMS) e a União Internacional de Controlo do Cancro (UICC).

## Biografia
Cesaltina Lorenzoni nasceu em Maputo, Moçambique, em 24 de maio de 1976. Formou-se em Medicina pela Universidade Eduardo Mondlane (UEM) e especializou-se em Anatomia Patológica.
Lorenzoni tem dedicado sua carreira a melhorar o acesso ao diagnóstico e tratamento do cancro em Moçambique. Como Directora Científica do HCM, tem liderando iniciativas de pesquisa e treinamento na área da Oncologia e em Março de 2024 fundou o primeiro Centro de Pesquisa Clínica e Treino, com foco em Cancro, no HCM em Moçambique.

## Carreira e contribuições

#### Presidência da Organização Africana de Pesquisa e Treino em Cancro (AORTIC)
Em novembro de 2023, Cesaltina Lorenzoni foi eleita presidente da AORTIC durante a conferência bienal da organização, realizada em Dakar, Senegal, para o mandato executivo de 2025 à 2027.  A AORTIC é uma organização dedicada a promover a pesquisa e o treinamento em oncologia no continente Africano, e sua liderança tem buscado ampliar programas de capacitação para profissionais de saúde.

#### Prémio Líder Global em Saúde
Em junho de 2024, Lorenzoni foi homenageada com o Prémio Líder Global em Saúde na Área do Cancro, entregue em Washington, D.C., pela IGCS, em reconhecimento ao seu trabalho na melhoria dos cuidados oncológicos em Moçambique. O prémio destacou sua influência na formação de políticas de saúde e na redução das disparidades no acesso ao tratamento do cancro em África.[carece de fontes?]

#### Presidência da Associação de Luta contra o cancro de Moçambique (ALCC)
Exerceu o cargo de Presidente da Associação de Luta contra o cancro de Moçambique (ALCC) de 2013 a 2022, onde actualmente é Presidente da Mesa da Assembleia desta Associação.
Actuação Acadêmica
Cesaltina Lorenzoni actua como Professora Convidada no curso de Mestrado em Saúde Internacional do ISGlobal, vinculado à Faculdade de Medicina da Universidade de Barcelona, contribuindo para a formação de profissionais na área da saúde global.
É também Professora Convidada da Rice University, Houston, Texas, Estados Unidos da América.

#### Pesquisa
Lorenzoni tem contribuído para a pesquisa sobre o cancro em contextos Africanos, com publicações focadas em epidemiologia do cancro e em tumores ginecológicos. Seu trabalho é amplamente citado em estudos sobre oncologia em países com recursos limitados.
Lidera vários grupos de pesquisa nacional e internacional, com foco na área do cancro.[carece de fontes?]

#### Reconhecimento
Cesaltina Lorenzoni é reconhecida como uma líder na saúde pública africana. Sua eleição para a presidência da AORTIC e o prémio da IGCS consolidaram sua relevância no combate ao cancro. Em Moçambique, ela é frequentemente destacada pela imprensa como um exemplo de excelência profissional.